# Athleticatemnus pugil
Athleticatemnus pugil är en spindeldjursart som beskrevs av Beier 1979. Athleticatemnus pugil ingår i släktet Athleticatemnus och familjen Atemnidae. Inga underarter finns listade.